# 巴布尔加奥恩
巴布尔加奥恩（Babhulgaon），是印度马哈拉施特拉邦欣戈利县的一个城镇。总人口6600（2001年）。

## 人口
该地2001年总人口6600人，其中男性3456人，女性3144人；0—6岁人口1092人，其中男574人，女518人；识字率47.17%，其中男性为59.40%，女性为33.72%。